# Kalai Strode
Kalai Strode, nato Woodrow Wilson Kalaeloa Strode (Hollywood, 16 dicembre 1946 – Houston, 27 novembre 2014) è stato uno sceneggiatore, attore e compositore statunitense, di origine hawaiane.
Accreditato anche come Kalaeloa Strode e W. Kalaeloa Strode. è stato inoltre assistente regista nel cinema (ad esempio nei film I mastini del Dallas e Cheyenne) e nella televisione (come nella serie Diagnosis Murder).